# Saint-Pol-de-Léon
Saint-Pol-de-Léon település Franciaországban, Finistère megyében. Lakosainak száma 6841 fő (2022. január 1.). Saint-Pol-de-Léon Plouénan, Plougoulm, Roscoff és Santec községekkel határos.

## Népesség
A település népessége az elmúlt években az alábbi módon változott:
| Lakosok száma | 8044 | 7462 | 7261 | 7068 | 6618 | 6584 | 6596 | 6709 | 6743 | 6841 |
|               | 1968 | 1982 | 1990 | 2006 | 2013 | 2015 | 2017 | 2019 | 2020 | 2022 |